# Сарыколь (озеро, Северо-Казахстанская область)
Сарыколь (каз. Сарыкөл) — озеро в Есильском районе Северо-Казахстанской области Казахстана. Находится в 14 км к северо-западу от села Ново-Узенское. Находится на западе упраздненного села Сарыколь. Впадает р. Бас-Карасу.
По данным топографической съёмки 1940-х годов, площадь поверхности озера составляет 1,35 км². Наибольшая длина озера — 2,4 км, наибольшая ширина — 0,8 км. Длина береговой линии составляет 7,2 км, развитие береговой линии — 1,73. Озеро расположено на высоте 141 м над уровнем моря.